# Oscar Salazar
Oscar Enrique Salazar (né le 27 juin 1978 à Maracay, Aragua, Venezuela) est un ancien joueur de baseball qui a évolué dans les Ligues majeures entre 2002 et 2010. Depuis ses débuts, Salazar a joué à plusieurs positions sur le terrain, tant au champ intérieur qu'au champ extérieur.

## Carrière
Oscar Salazar signe un contrat avec les Athletics d'Oakland en 1994 peu après avoir célébré son 16e anniversaire de naissance. Il évolue en ligues mineures aux États-Unis dès 1998, grimpant les échelons jusqu'à atteindre en 2001 le niveau Triple-A, chez les River Cats de Sacramento de la Ligue de la côte du Pacifique.
En janvier 2002, les Athletics l'abandonnent au ballottage et il est réclamé par les Tigers de Detroit. C'est avec ce club que Salazar dispute son premier match au niveau majeur le 10 avril 2002 contre les White Sox de Chicago. Le 12 avril au Metrodome dans une partie contre les Twins du Minnesota, Salazar réussit son premier coup sûr pour les Tigers, réussi face au lanceur Brad Radke. Au cours d'un bref séjour qui ne dure que huit parties avec Detroit, il claque son premier coup de circuit dans les majeures, face à Dan Wright des White Sox le 19 avril. Il retourne aux mineures après avoir frappé quatre coups sûrs en 21, pour une moyenne au bâton de ,190, avec un circuit et trois points produits pour les Tigers.
S'ensuit un long passage de plusieurs années en ligues mineures, années au cours desquelles Salazar passe successivement par l'organisation des Mets de New York, des Angels d'Anaheim, des Royals de Kansas City et des Indians de Cleveland, sans jouer au niveau majeur avant 2008 pour les Orioles de Baltimore. Cette saison-là, il présente une moyenne de ,284 avec 5 circuits et 15 points produits en 34 parties avec les Orioles.
Le 19 juillet 2009, Salazar est échangé aux Padres de San Diego pour le lanceur Cla Meredith. Il y termine la saison amorcée à Baltimore et affiche une moyenne au bâton de ,302 en 72 matchs, avec 5 coups de circuits et 25 points produits.
Après une autre saison (2010) à San Diego, il est libéré par les Padres à la fin de l'entraînement de printemps de l'équipe en mars 2011. En avril, il accepte une offre des Marlins de la Floride et est assigné à leur club des ligues mineures.